# John Hothby
John Hothby, noto anche con il nome latinizzato di Johannes Ottobi o Johannes de Londonis (1410 circa – 1487), è stato un compositore e teorico della musica inglese del rinascimento, che viaggiò molto in Europa e si conquistò fama internazionale per le sue opere.

## Biografia
Molto poco si conosce sulle origini e la vita di John Hothby. Si sa che lasciò l'Inghilterra dopo il 1435 ma la maggior parte delle notizie che lo riguardano appartengono agli ultimi venti anni della sua vita. In quel periodo si fece frate carmelitano e nei suoi manoscritti scrisse di aver viaggiato in Germania, Francia, Spagna e Italia, prima di giungere in un monastero di Ferrara e poi nel 1467 si trasferì a Lucca, probabilmente come insegnante di musica presso quella Cattedrale. Nel 1486 venne richiamato in Inghilterra dal nuovo re Enrico VII e sembra sia poi morto nel nord dell'Inghilterra l'anno seguente.

## Opere
Fra le sue composizioni a noi giunte si annoverano sei pezzi di musica sacra in lingua latina e tre canzoni di musica profana in lingua italiana. Quali trattati di teoria musicale debbano essere attribuiti a Hothby non è molto chiaro. I più antichi sono certamente suoi ma altri contemporanei, a lui attribuiti, potrebbero essere stati scritti da Johannes de Anglia. Fra le opere a lui attribuite figurano La Calliopea Legale e Proportiones Secundum. Questi lavori suggeriscono che egli fu un conservatore, difensore della scala pitagorica e dell'esacordo contro la riforma proposta da Bartolomé Ramos de Pareja, ma egli è principalmente importante per le modifiche da lui apportate al sistema musicale nel regolamentare diesis e bemolle. Le sue opere furono ampiamente conosciute in Gran Bretagna ed Europa ed egli potrebbe essere stata la figura più importante nel divulgare le idee della polifonia inglese fra Inghilterra ed il continente.